# Park Hutników w Chorzowie
Park Hutników , Park Hutniczy  (niem. Hüttenpark, w PRL-u Park im. Bohaterów Stalingradu ) – park założony na początku lat 70. XIX wieku w Chorzowie, wpisany do rejestru zabytków nieruchomych województwa śląskiego.

## Historia
Najstarszy w Chorzowie park został założony na początku lat 70. XIX wieku przez Hugona Henckel von Donnersmarcka na terenie zwanym Templewiese (pol. Łąka kościelna), gdzie znajdowało się zapadlisko po eksploatacji węgla kamiennego . Zasypano je ziemią wydobytą podczas tworzenia pobliskiego stawu hutniczego. Jego początkowa powierzchnia wynosiła 86 arów . Park był pierwotnie przeznaczony tylko dla zatrudnionych w pobliskiej Hucie Królewskiej  oraz zamykany na noc . W latach 1890–1895 powiększono powierzchnię parku o przyległe nieużytki, powstał tym samym obszar zbliżony do czworoboku o powierzchni około 2,5 hektara  . W 1941 roku wytyczono rozchodzące się promieniście alejki . Park został rewitalizowany w 1998 roku  oraz w 2014 roku, w ramach budżetu obywatelskiego, nawierzchnia alejki została wyłożona kostką i płytami granitowymi oraz kostką betonową .

## Obiekty

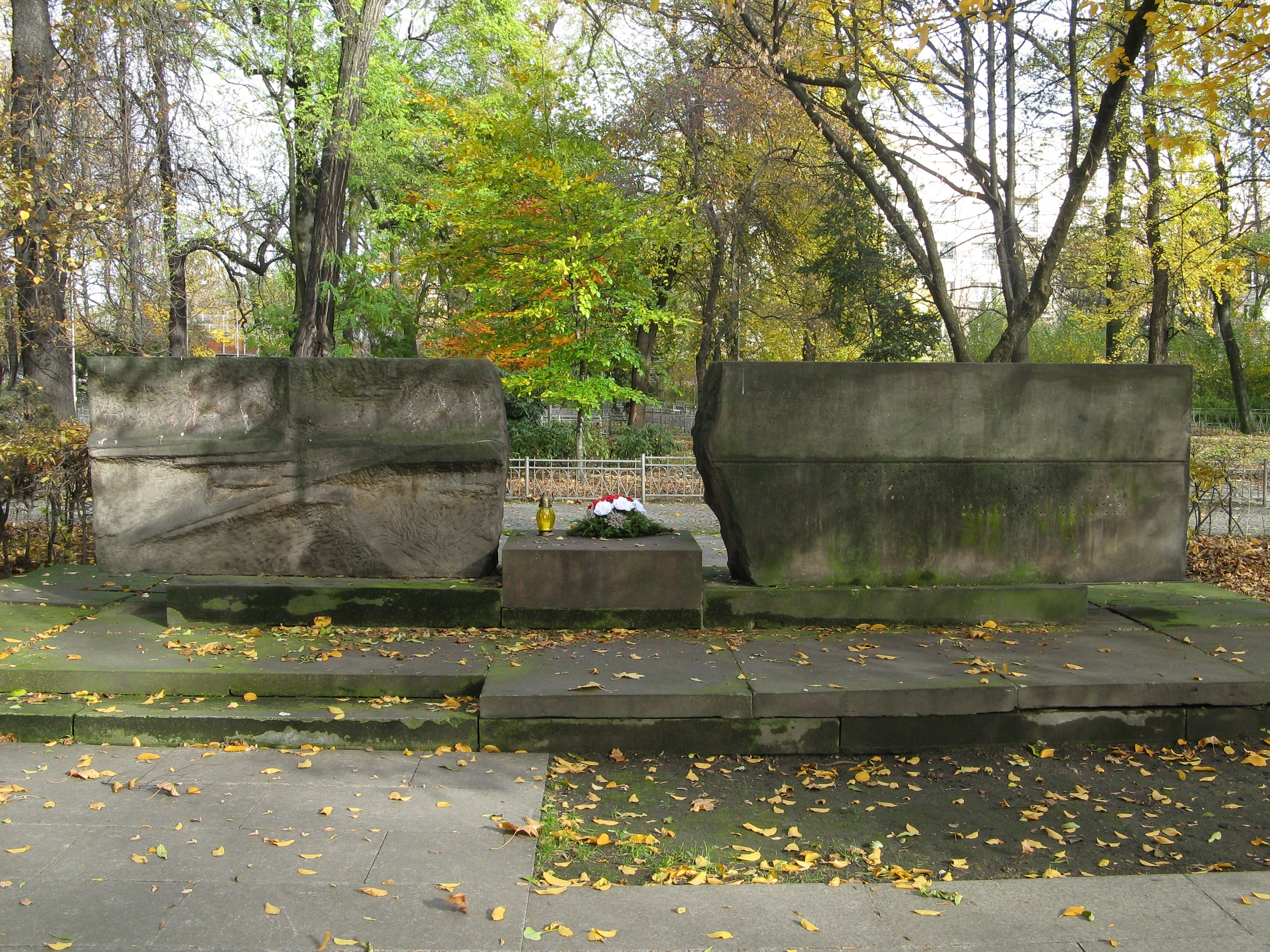
Nieistniejący pomnik z inskrypcją „PAMIĘCI ŻOŁNIERZOM ARMII CZERWONEJ / POLEGŁYM W WALCE Z HITLEROWSKIM NAJEŹDZCĄ” w Parku Hutników (2018)

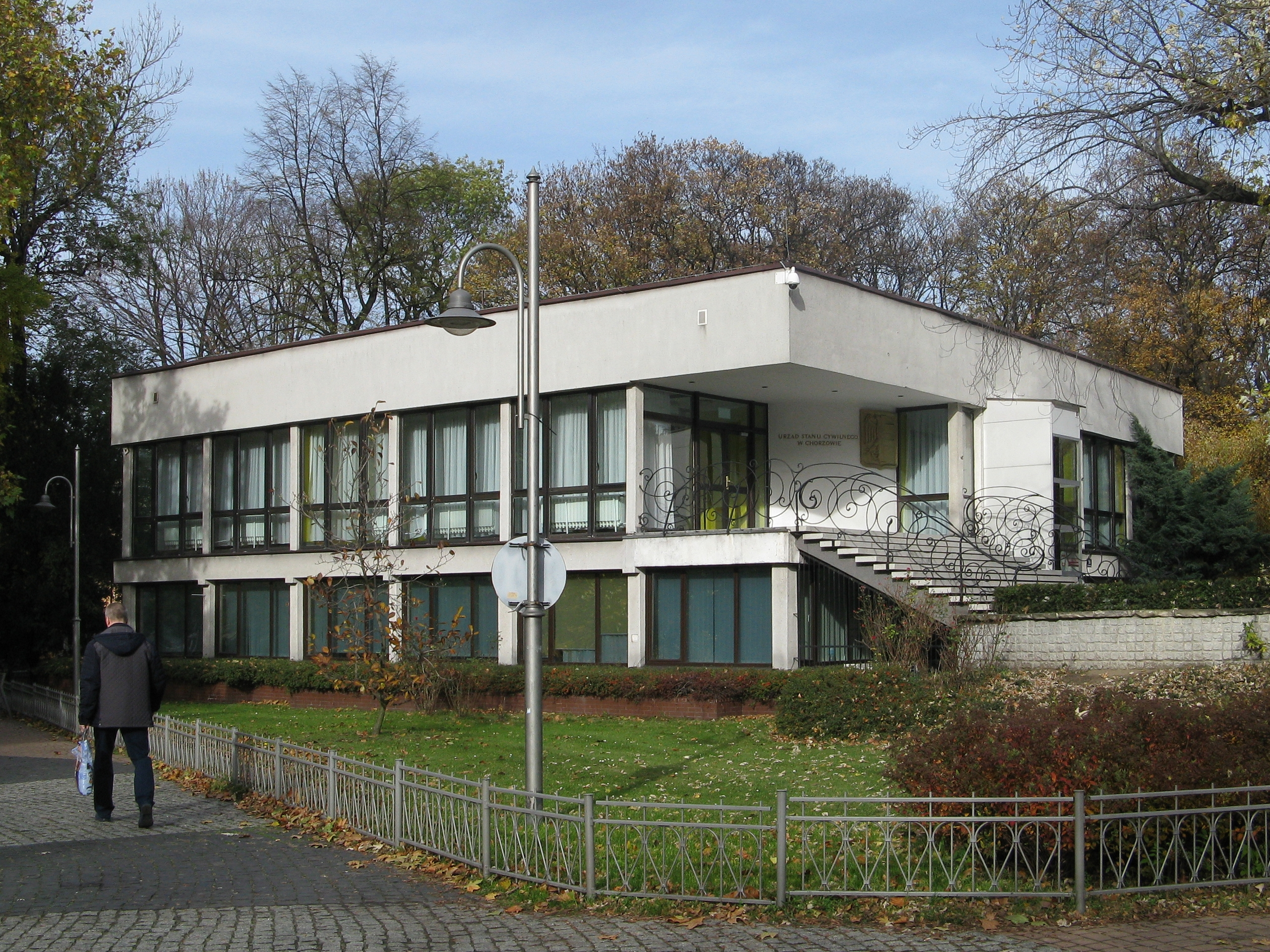
Budynek Urzędu Stanu Cywilnego (2018)

Zieleń parkową stanowią przede wszystkim kilkudziesięcioletnie klony pospolite i srebrzyste, platany, jawory, graby, jesiony, topole, grochodrzewy, magnolie drzewiaste, kasztanowce białe, dęby oraz miłorzęby dwuklapowe  .
W parku znajdował się dawniej pomnik żołnierzy Armii Czerwonej z 4 korpusu pancernego gwardii i 59 armii 1 Frontu Ukraińskiego. W 2023 roku został usunięty na mocy ustawy o dekomunizacji przestrzeni publicznej i przeniesiony na radziecki cmentarz wojenny.
Znajdowały się tu także: staw, po którym pływano łódkami (w jego miejscu w latach międzywojennych powstał plac zabaw dla dzieci), muszla koncertowa, krąg taneczny, restauracja parkowa i kręgielnia, potocznie zwana „bana/kegelbahna” (w 1964 roku przekształcono ją w kawiarnię Agawa)  .
W 1964 roku wzniesiono w miejscu restauracji budynek chorzowskiego Urzędu Stanu Cywilnego , tzw. pałac ślubów według projektu Aleksandra Buszki i Henryka Franty, rozbudowany w 1988 roku. Przed nim postawiono rzeźbę Jerzego Kwiatkowskiego z 1964 roku, która przedstawia mężczyznę i kobietę , wykonaną ze sztucznego kamienia; wybudowano również fontannę, którą poddano renowacji w 2005 roku .
W granicach parku znajdowała się także zabytkowa willa (zapis A/307/10 z 12 czerwca 2010 roku) z 1901 roku według projektu R. Wandla, wzniesiona dla Ottona Junghanna, dyrektora Huty Królewskiej, znana pod nazwą Villa di Biasi. Jej założenie ogrodowe było zintegrowane z przestrzenią parku. Obecnie willa leży poza terenem parku i znajduje się w niej przedszkole.